# Aleksandr Shabichev
Aleksandr Maksimovich Shabichev (tiếng Nga: Александр Максимович Шабичев; sinh ngày 7 tháng 8 năm 1997) là một cầu thủ bóng đá người Nga thi đấu cho F.K. Rotor-2 Volgograd.

## Sự nghiệp câu lạc bộ
Anh có màn ra mắt tại Giải bóng đá chuyên nghiệp quốc gia Nga cho F.K. Rotor-2 Volgograd vào ngày 19 tháng 7 năm 2017 trong trận đấu với FC Kaluga.